# Левін Володимир Леонідович
Володимир Леонідович Левін (рос. Владимир Леонидович Левин) — уродженець Росії єврейського походження, який прославився своєю участю у спробі заволодіння шахрайським шляхом 10,7 млн доларів США через комп'ютерну систему Сітібанка.

## Біографія
Житель Санкт-Петербурга Володимир Леонідович Левін, 1967 року народження, мікробіолог за освітою, неодружений, невисокого зросту і з непомітною зовнішністю. Народився в родині ленінградських інтелігентів: батько — інженер-конструктор на пошті, мати — лікар-психотерапевт. Мав успіх не тільки в навчанні, а й у спорті і заробив другий чоловічий розряд з фехтування. У 24 роки закінчив хімічний факультет Ленінградського технологічного інституту і захистив диплом на тему «Молекулярно-біологічний аналіз епідемічних вірусів грипу В, виділених на території СРСР у 1991 році».
Здобувши освіту мікробіолога, він свого часу ледь не став лікарем. Комп'ютери були для нього просто хобі, і спеціальної освіти для оволодіння комп'ютерною наукою Володимир Левін ніколи не отримував.
У 1987 році облишив службу в лавах радянської армії в званні молодшого сержанта військ хімзахисту, нагороджений знаком «Гвардія». Закінчив з відзнакою «Техноложку». У 1991 році — віце-президент АТЗТ «Сатурн». Проживав з батьком і матір'ю на Светлановському проспекті.

## Звинувачення
Злочини — нелегальне зняття коштів з банківських рахунків у різних країнах світу. Левіна було заарештовано у лондонському аеропорту Станстед 3 березня 1995 року. Звинувачення полягало в тому, що в період з 30 червня по 3 жовтня 1994 Левін спробував отримати більше $ 12 млн з рахунків Сітібанка, які належали корпоративним клієнтам, причому більше чверті мільйона з них досі не знайдені ($ 10 000 000 / У якийсь момент часу адміністраторові банку вдалося засікти їх діяльність і повернути $ 9 600 000 назад. Але $ 400 000 так і дотепер не знайдено — за іншими джерелами).
Цікава подробиця: у часи своєї злочинної діяльності в Петербурзі Левін з іноземних мов знав тільки французьку, який вчив у школі та інституті. Англійською ж він володів лише у вузьких межах комп'ютерної термінології. Розмовну англійську мову Левін освоював вже у в'язниці — більше року в англійській, а потім вже в американській.

## 2005: Левін ніякий не хакер
При тому, що, на думку журналістів, вважається батьком і родоначальником російського хакерства, фактично ним не є, тому що в основному при зломі використав не машинний фактор, а людський. Спроби ФБР залучити його як консультанта з інформаційної безпеки виявили його повну некомпетентність у цих питаннях. У 2005 році на сайті «Незалежний огляд провайдерів» була опублікована стаття, яка розповідала про те, що доступ до систем «Сітібанку» спочатку отримала якась група російських хакерів і заради такого собі жарту продала його Левіну за 100 доларів.